# Brazzaville
Brazzaville és la capital i la ciutat principal de la República del Congo. La seva població és de 2.145.783 habitants (2023), un terç de la de tot l'estat. Està situada a 4° 15′ S i 15° 15′ E, a la riba dreta del riu Congo, davant per davant de Kinshasa, la capital de la República Democràtica del Congo. Des del 1980 el municipi de Brazzaville té estatus autònom com qualsevol altra regió congolesa i ja no depèn de la regió circumdant de Pool; se subdivideix en 7 districtes: Makélékélé, Bacongo, Poto-Poto, Moungali, Ouenzé, Talangaï i Mfilou.
Actualment és un important centre de comunicacions ferroviàries (ferrocarril Congo-Oceà) i fluvials (drassanes) i d'exportació d'ivori i cautxú. Té també fàbriques de material ferroviari i indústries agroalimentàries, químiques i de fabricació de sabó. És el centre industrial, cultural i econòmic més important de l'estat congolès. Disposa de l'aeroport de Maya-Maya.
Durant la Segona Guerra Mundial, Brazzaville va servir com a capital de facto de la França Lliure entre 1940 i 1942.
El 2013, Brazzaville va ser designada Ciutat de la Música per la UNESCO; des de llavors també és membre de la Xarxa de Ciutats Creatives.

## Geografia

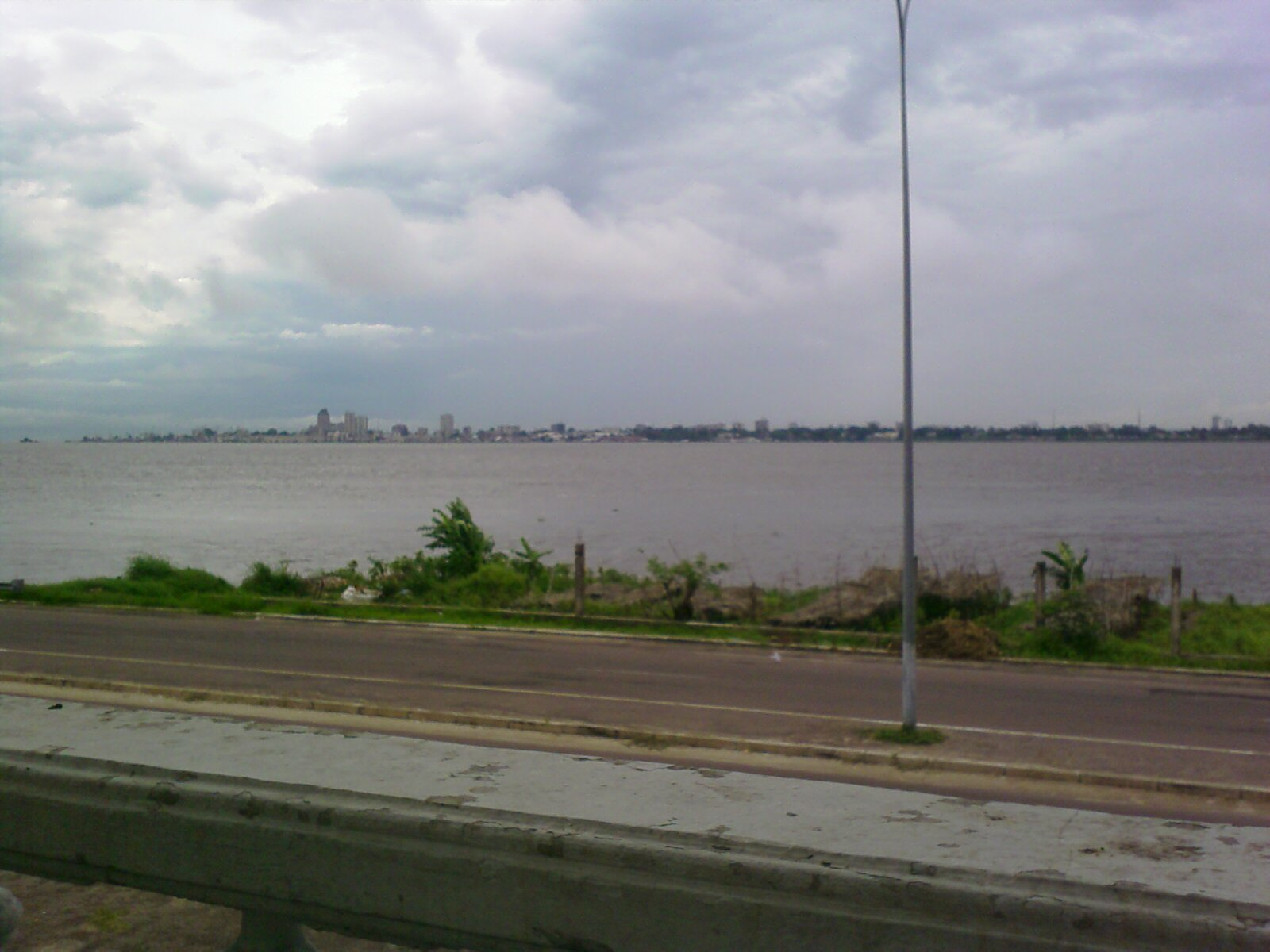
Kinshasa vist des de Brazzaville. Les dues capitals estan separades pel riu Congo.

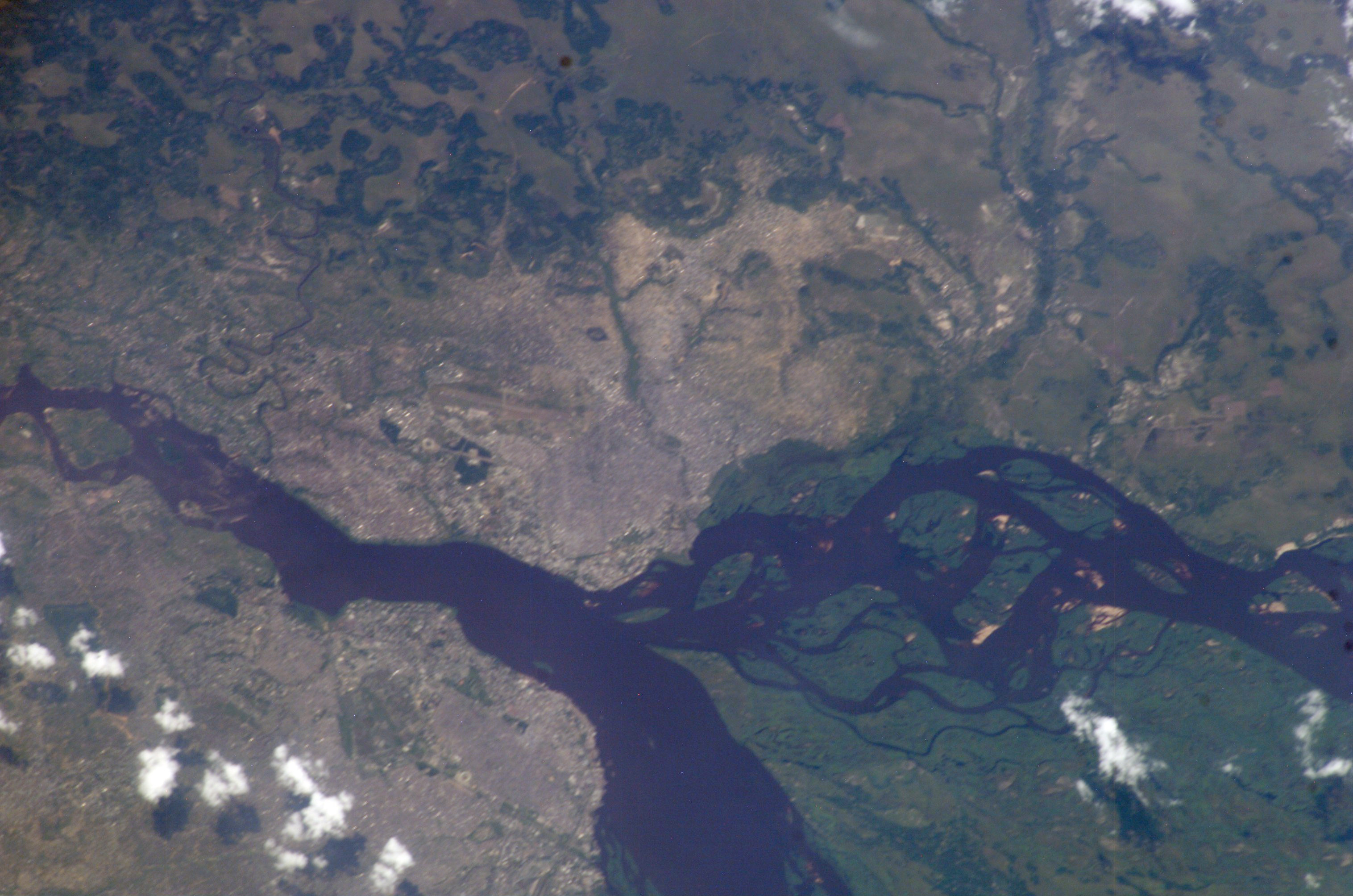
Vista de Brazzaville des de l'espai

Brazzaville cobreix una gran àrea al nord del riu Congo, just a sota del Pool Malebo. Mbamu, una gran illa dins del Pool, forma part del territori de la República del Congo.
Brazzaville es troba a 506 km terra endins de l'oceà Atlàntic i aproximadament 474 km al sud de l'equador. Al voltant de la ciutat hi ha grans planes. La ciutat és relativament plana i està situada a una altitud de 317 m. Riu avall, el Congo té nombrosos ràpids, coneguts com Livingston Falls, que impedeixen la navegació riu amunt fins a aquest punt des de la seva desembocadura a l'Atlàntic.
Kinshasa, la capital de la República Democràtica del Congo, es troba a la riba sud del Congo, just davant de Brazzaville. Per distingir entre els dos països africans que tenen Congo en els seus noms, la República del Congo s'anomena de vegades Congo-Brazzaville, a diferència de Congo-Kinshasa. Kinshasa és més de cinc vegades més gran que Brazzaville en població. Aquest és l'únic lloc del món on dues capitals nacionals es van desenvolupar a la vora oposada d'un riu, a la vista l'una de l'altra.
El març de 2018, es va signar la Declaració de Brazzaville per promoure una millor gestió i conservació de la Cuvette Centrale, una regió a la conca del Congo i principalment a la RDC. És la torba tropical més gran del món, formada per boscos pantanosos. La conservació d'aquesta zona és important per a la supervivència de la megafauna, i també fonamental per al clima del món. Cremar la torba alliberaria massa carboni i augmentaria la temperatura de la terra. La República Democràtica del Congo, la República del Congo i Indonèsia, que també té torberes, van signar la declaració de salvar les torberes com a reserva de carboni orgànic terrestre més gran del món.

### Clima
Brazzaville té un clima tropical humit i sec. La seva estació humida, que va d'octubre a maig, és més llarga que la seva estació seca, que cobreix els mesos restants. Els mesos més secs de Brazzaville, juliol i agost, de mitjana no tenen precipitacions significatives. Com que Brazzaville es troba al sud de l'equador, la seva estació seca comença al voltant del seu solstici "d'hivern", que és el mes de juny. La ciutat té temperatures relativament constants al llarg de l'any.

## Demografia
| 1984    | 1996    | 2001      | 2007      | 2010      | 2014      | 2015      | 2023      |
| 585.812 | 856.410 | 1.018.541 | 1.373.382 | 1.503.803 | 1.733.263 | 1.783.520 | 2.145.783 |

Segons el cens del 2023, la ciutat tenia 2,15 milions d'habitants.
L'Institut Nacional d'Estadística per al 2014 és d'1,73 milions. Kinshasa, RDC, tenia més de 10 milions d'habitants el 2014.
Juntament amb Kinshasa, la conurbació combinada de Kinshasa-Brazzaville té uns 12 milions d'habitants. Els reptes polítics i d'infraestructures importants impedeixen que les dues ciutats funcionin amb qualsevol connexió significativa.
Des de mitjans del segle xix, les dues ciutats han estat rivals en comerç, esport i poder. Hi ha hagut propostes per connectar les dues capitals mitjançant un pont Brazzaville-Kinshasa. El 2018, amb una relativa pau restablerta a la regió, el Banc Africà de Desenvolupament i Africa50 van signar un acord amb els dos governs per desenvolupar el projecte.
Es calcula que la població de la capital supera els 2,1 milions de residents, que comprenen més d'un terç de la població nacional. Al voltant del 40% estan ocupats en professions no agrícoles. Durant la Segona Guerra Mundial, Brazzaville va servir com a capital de facto de la França Lliure entre 1940 i 1942.
El 2013, Brazzaville va ser designada Ciutat de la Música per la UNESCO; des de llavors també és membre de la Xarxa de Ciutats Creatives.

## Govern

Pont de Brazzaville a la nit

Brazzaville, com Pointe-Noire, és una comuna (municipi) i un departament però no amb la mateixa àrea. Està governat per un consell municipal i un consell departamental. L'alcalde és el president del consell municipal.
La comuna està dividida en nou districtes (boroughs), cadascun amb un número oficial:
1. Makélékélé
2. Bacongo
3. Poto-Poto
4. Moungali
5. Ouenzé
6. Talangaï
7. Mfilou
8. Madibou
9. Djiri

El departament comprèn l'àrea de la comuna i, des de 2011, el nou districte d’Ile Mbamou.

## Economia
La ubicació de Brazzaville prop de la piscina del riu Congo li va permetre créixer com a assentament industrial, comercial i portuari. Estava connectat mitjançant el comerç de vaixells i vaixells que viatjaven riu amunt fins a zones de l'interior, que produïen matèries primeres des de l'inici del període colonial. La construcció del ferrocarril que connectava a Pointe-Noire va augmentar la capacitat dels empresaris de la ciutat per portar els seus productes al port per a l'exportació. Les indústries presents a Brazzaville són tallers de màquines, tèxtils, adobats i fabricació. Com a port clau del riu Congo, Brazzaville encara accepta lliuraments de matèries primeres, com ara cautxú, fusta i productes agrícoles. Des d'aquí s'envien generalment cap a Pointe-Noire per a l'exportació.
Moltes empreses, organitzacions governamentals i ONG tenen oficines regionals a la capital, on poden treballar amb funcionaris governamentals. L'Organització Mundial de la Salut té la seva oficina regional per a Àfrica situada a Brazzaville. Les empreses amb seu a Brazzaville són Equatorial Congo Airlines i l'operador mòbil Warid Congo.

## Cultura
Roger Erell, un arquitecte de gran prestigi, també va dissenyar una casa a la ciutat per a Charles de Gaulle quan era el líder de la França Lliure aquí. Altres edificis són el Mausoleu Pierre Savorgnan de Brazza, la Torre Nabemba i el Palau del Congrés (Brazzaville).
El mausoleu Marien Ngouabi, el zoològic de Brazzaville i l'escola de pintura de Poto-Poto també són destinacions per als visitants i els residents de la ciutat.

## Llocs de culte

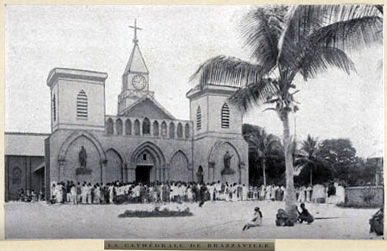
La catedral del Sagrat Cor l'any 1926

Molts congolesos es van convertir al catolicisme durant el període colonial francès. Les esglésies cristianes són més freqüents a la ciutat, on l'Església Catòlica Romana té una arxidiòcesi. Des de llavors, les esglésies han estat establertes per nous immigrants i per l'adopció local del protestantisme evangèlic. Alguns exemples són la basílica de Sainte-Anne-du-Congo a Brazzaville, l'arxidiòcesi ortodoxa grega de Brazzaville i Gabon (Patriarcat d'Alexandria i tota l'Àfrica), l'Església Evangèlica del Congo (Comunió mundial de les Esglésies reformades) i les Assemblees de Déu.

## Educació

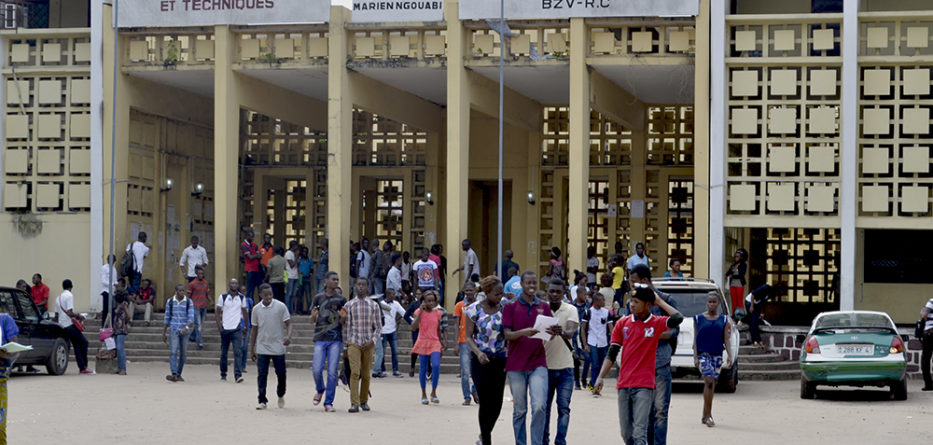
Facultat de Dret de la Universitat Marien Ngouabi

La Universitat Marien Ngouabi és una universitat pública de Brazzaville, que porta el nom d'un antic líder. La universitat es va fundar el desembre de 1971 després de la independència. Actualment compta amb uns 26.000 alumnes.
Escoles internacionals:
- Lycée Français Saint-Exupéry de Brazzaville (francès)
- American International School de Brazzaville

## Història
Fou fundada el 1880 per Pierre Savorgnan de Brazza, de qui pren el nom. L'explorador italià naturalitzat francès Savorgnan de Brazza va explorar (1879-1882) la zona dels rius Ogoue, Lefini i el Congo (1880) sense trobar obstacles portuguesos el que el va incitar a apoderar-se de la zona; va fer signar al rei Makoko dels batekes un tractat de protectorat, i es va establir la primera factoria francesa a Mfoa, al lloc on va sorgir després Brazzavile (1 d'octubre de 1880). Quan Brazza va marxar la factoria va quedar sota comandament del sergent senegalès Malamine Camara. Brazza va retornar el 1883 com a comissionat del govern a la zona del Congo en el que fou anomenat la Missió Francesa de l'Oest Africà, i el 1886 comissionat general de l'Àfrica Equatorial Francesa (AEF) amb poder també sobre la colònia del Gabon que passava a ser un territori dins l'AEF (la qual estava formada per la colònia de Congo i Gabon (dividida en els territoris del Congo i Gabon) i altres teòrics amb capital general a Brazzaville. El 1891 l'AEF fou rebatejada Congo Francès i Brazzaville es va mantenir com a capital. També fou el 1910 la capital de l'Àfrica Equatorial Francesa.
El febrer del 1944 hi va tenir lloc la conferència entre les forces de la França Lliure i representants de les colònies africanes franceses que va culminar en la Declaració de Brazzaville, que havia de redefinir la relació entre França i les seves colònies d'Àfrica després de la Segona Guerra Mundial.
El 1960 va esdevenir la capital del nou estat independent del Congo. Des de llavors ha estat escenari d'uns quants conflictes regionals, tant entre forces rebels i governamentals com entre forces dels dos Congos i Angola. També s'hi van desenvolupar sagnants guerres civils a la dècada del 1990 que tingueren com a resultat milers de baixes civils i que van obligar centenars de milers de refugiats a abandonar la ciutat.

## Persones notables

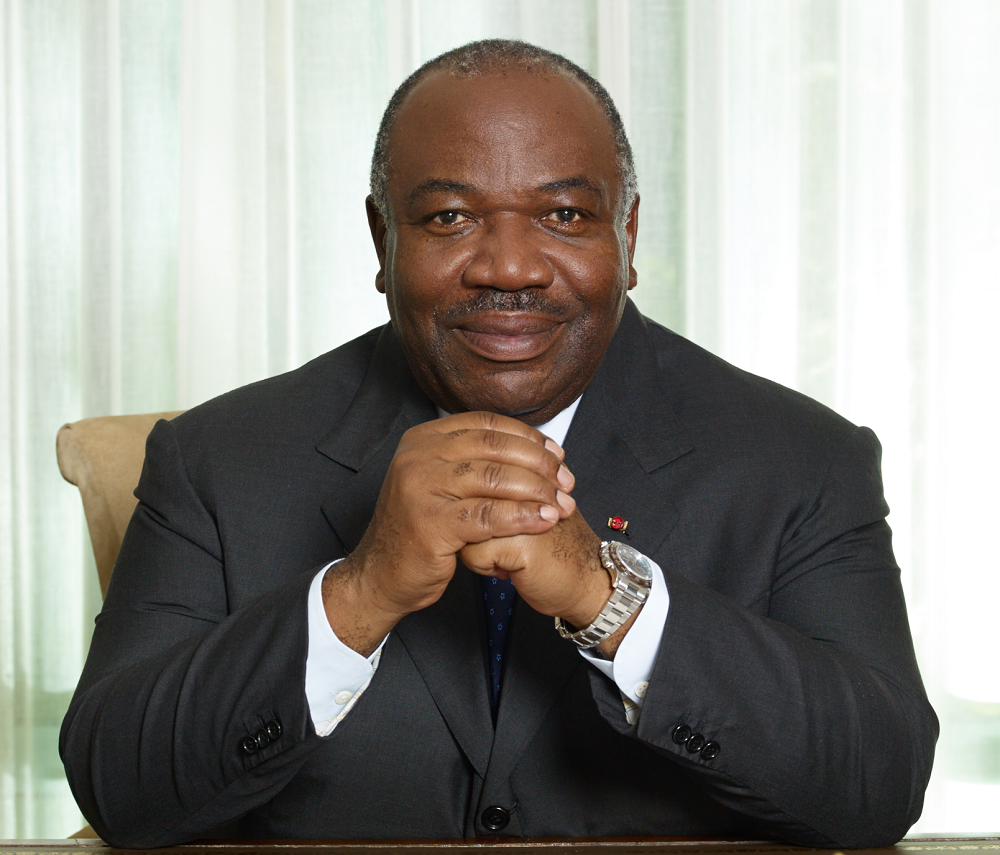
Ali Bongo Ondimba, 2016

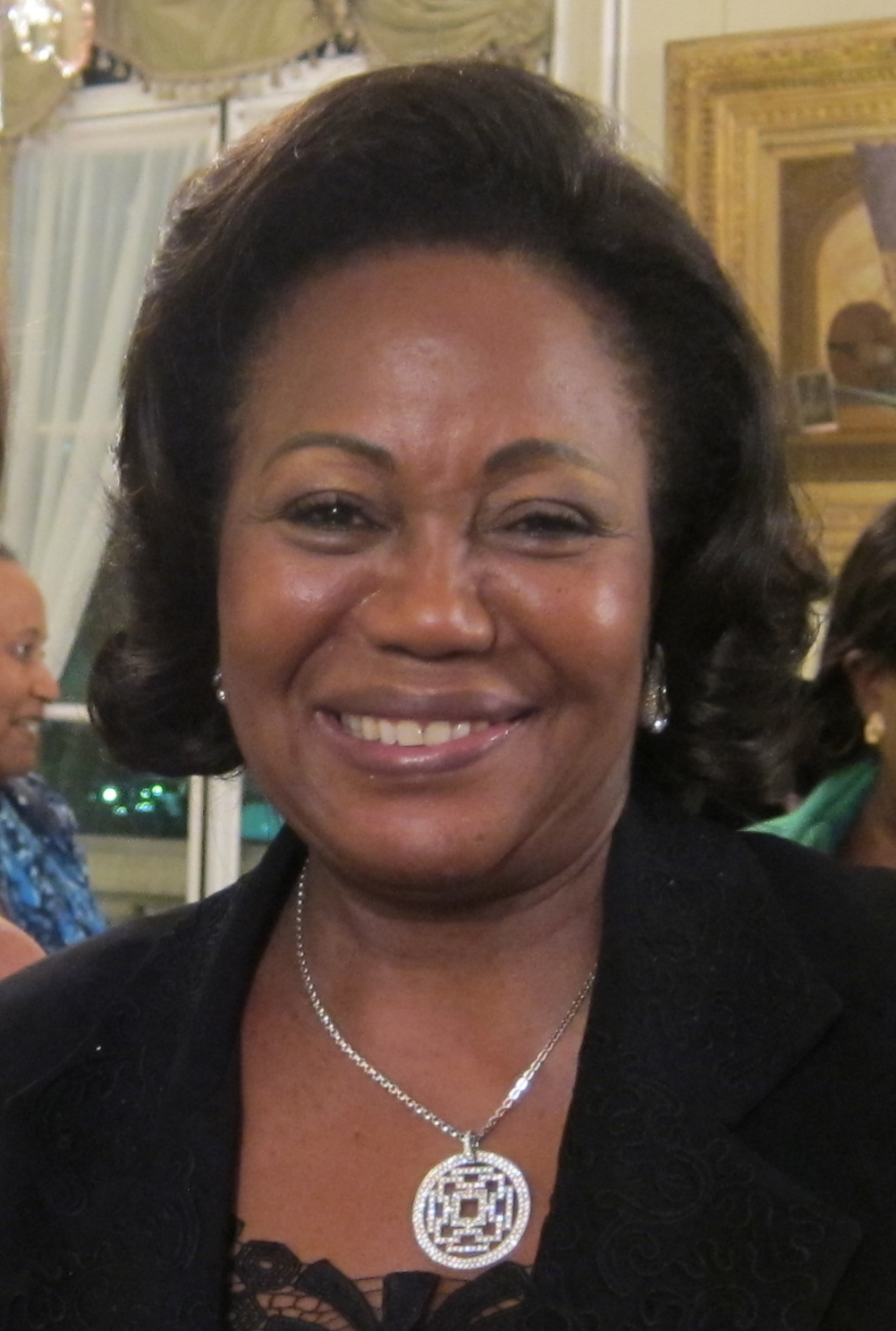
Antoinette Sassou Nguesso, 2011

- Pierre Savorgnan de Brazza (1852–1905), fundador homònim.
- Prosper Philippe Augouard, (1852–1921) sacerdot catòlic francès, missioner i explorador, es va establir a Brazzaville el 1887.
- Ambroise Noumazalaye (1933–2007) primer ministre del Congo-Brazzaville, 1966 a 1968
- Jean Serge Essous (1935-2009), saxofonista i clarinetista congolès
- Emmanuel Dongala (nascut el 1941) és un químic i novel·lista congolès.
- Patience Dabany (nascut el 1941) cantant, músic i primera dama del Gabon, de 1967 a 1987.
- Antoinette Sassou Nguesso (nascuda el 1945) Primera Dama de la República del Congo des de 1997
- Aurlus Mabélé (1953–2020), cantant i compositor congolès.
- Charles Richard Mondjo (nascut el 1954) Cap d'Estat Major de les Forces Armades del Congo, 2002 a 2012.
- Dominique Ntsiété (1940-2012), senador
- Ali Bongo Ondimba (nascut el 1959), polític gabonès, tercer president del Gabon des del 2009.
- Alain Akouala Atipault (nascut el 1959) polític i ministre del govern.
- Frédéric Bintsamou (nascut el 1964) un clergue protestant i líder del grup rebel "semireligiós" Els Ninjas
- Bill Kouélany (nascut el 1965) és un artista, escriptor i escenògraf congolès.
- Alain Mabanckou (nascut el 1966) novel·lista, periodista, poeta i acadèmic
- Cyril Kongo (nascut el 1969), pintor i grafiter francès, va viure a Brazzaville als anys 80.
- Dominique Tchimbakala (nascut el 1977) periodista i presentador de televisió, presentador de notícies de TV5Monde.
- Haitana (nascuda el 1979), cantant ucraïnesa que va viure cinc anys a Brazzaville.